# Lotissement
 (décembre 2018).

Un lotissement est en France, selon le code de l'urbanisme « la division en propriété ou en jouissance d'une unité foncière ou de plusieurs unités foncières contiguës ayant pour objet de créer un ou plusieurs lots destinés à être bâtis. »

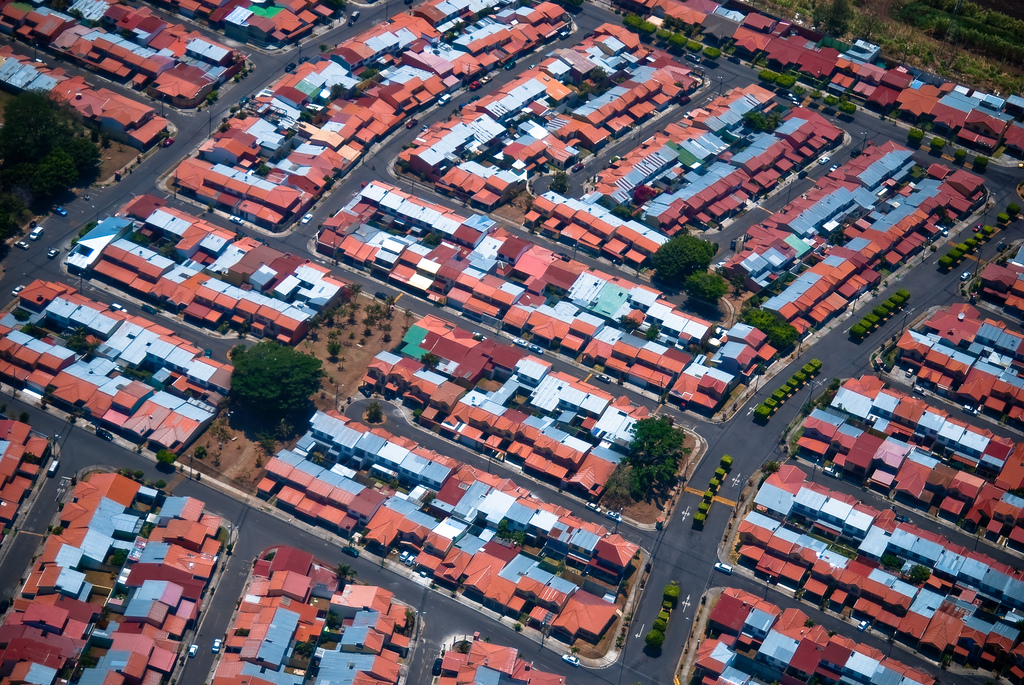
Un lotissement à San José (Costa Rica) bâti selon un plan hippodamien.

## Généralités
Le lotissement est une opération d'aménagement par laquelle le lotisseur acquiert une parcelle non viabilisée, réalise les travaux de voirie et réseaux divers (VRD) nécessaires pour desservir les terrains et étend les réseaux publics pour les raccorder en eau, en électricité. Il assure éventuellement les équipements collectifs d’assainissement, les réseaux de télécommunication et câblés, ainsi que les équipements de défense contre l'incendie.
L’entrepreneur commercialise les terrains à une personne construisant pour son compte, ou à un promoteur qui construira des bâtiments en vue de les revendre aux acheteurs finaux.
Divers plans sont communément utilisés, tels que le plan hippodamien ou ceux en chandelier. De tels aménagements se reconnaissent aisément, et permettent de qualifier de lotissement les quartiers créés par ces opérations immobilières.
L'opération d'aménagement, consistant à transformer des terrains non viabilisés en terrains constructibles, est habituellement réalisée en périphérie des zones urbanisées, c'est-à-dire en banlieue ou en zone périurbaine. Elle est donc critiquée car elle contribue à l'étalement urbain et, pour les lotissements pavillonnaires, pour leur faible efficacité énergétique,,.

### Historique
Le terme de lotissement semble être utilisé depuis le milieu du XIXe siècle mais de telles  opérations ont été effectuées couramment dès le Moyen-Âge, par exemple le lotissement en 1282 de terrains appartenant à l'ordre du Temple à Paris entre la rue du Temple et la rue Vieille-du-Temple.
Sous l'Ancien Régime, la création de la Place des Vosges à Paris, en 1605 est un exemple parmi les plus connus. Le lotissement des domaines des anciens couvents et des hôtels particuliers des émigrés devenus biens nationaux après 1790 est à l'origine de plusieurs quartiers de Paris au début du  XIXe siècle.
Le lotissement représenterait la principale forme d'extension de Paris où 48 % des voies auraient été  ouvertes à l’intérieur de terrains divisés en lots à bâtir.
En banlieue on peut citer les exemples  du Vésinet (Yvelines) durant le Second Empire, ou de Saint-Maur-des-Fossés (Val-de-Marne), sous la monarchie de Juillet.

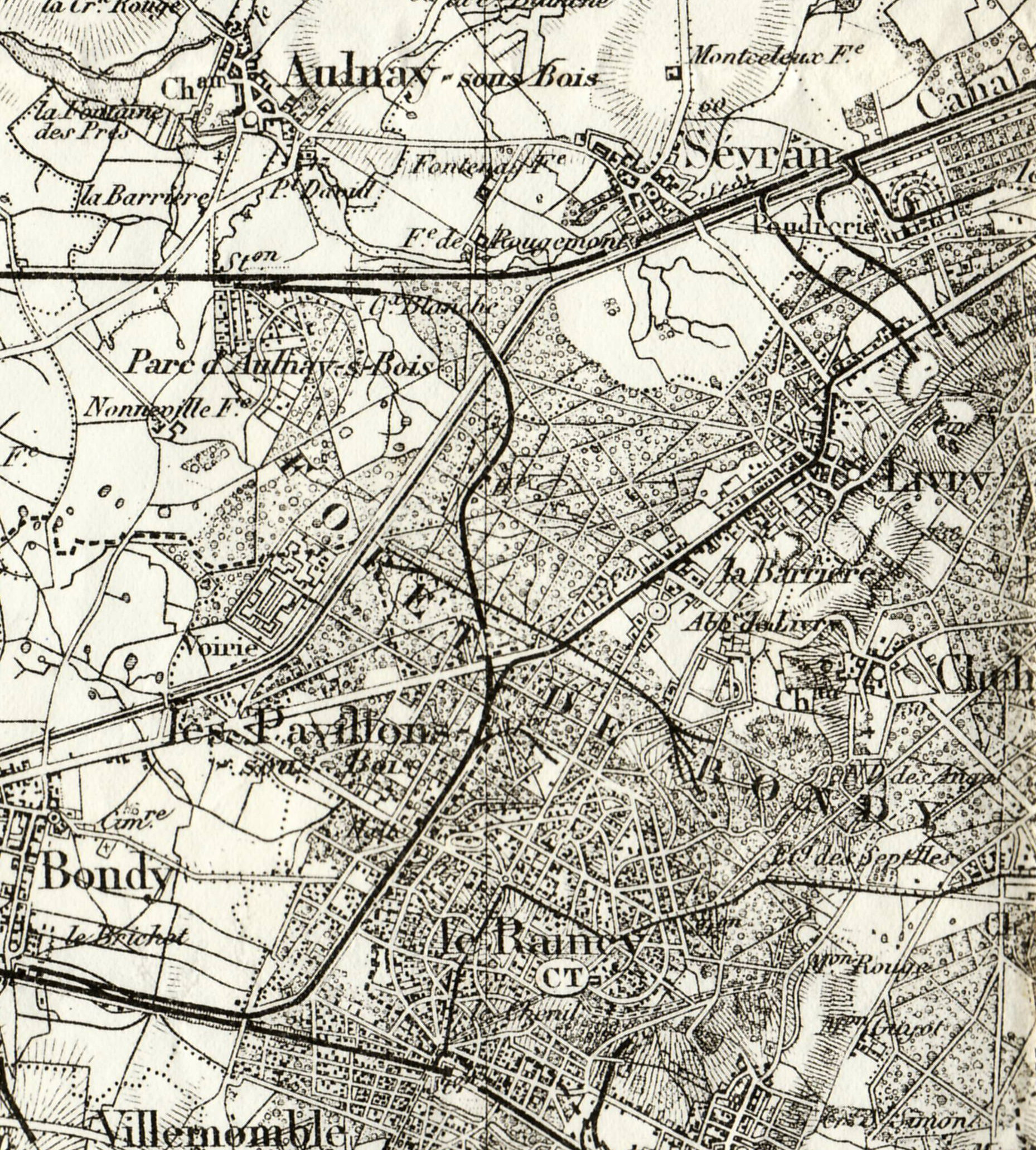
Extrait de la carte d'état-major de 1888 montrant la ligne des Coquetiers. Le tracé régulier des voies et la petite taille des terrains évoquent clairement les opérations de lotissement réalisés au XIX à proximité de la ligne de chemin de fer.

La création des lotissements est alors directement influencée par le développement des chemins de fer et des tramways, qui permet d'urbaniser des secteurs trop éloignés des centres historiques pour que l'on puisse s'y rendre à pied. On peut ainsi citer le développement, en banlieue parisienne, des villes de Maisons-Laffitte (Yvelines) avec le lotissement du parc du château de Maisons ou du Raincy (Seine-Saint-Denis) avec le lotissement du parc du château de la famille d'Orléans. On peut aussi citer dans un contexte balnéaire, Le Touquet-Paris-Plage (Pas-de-Calais) un lotissement érigé en commune en 1912. montre que le lotissement n'est pas un phénomène récent.

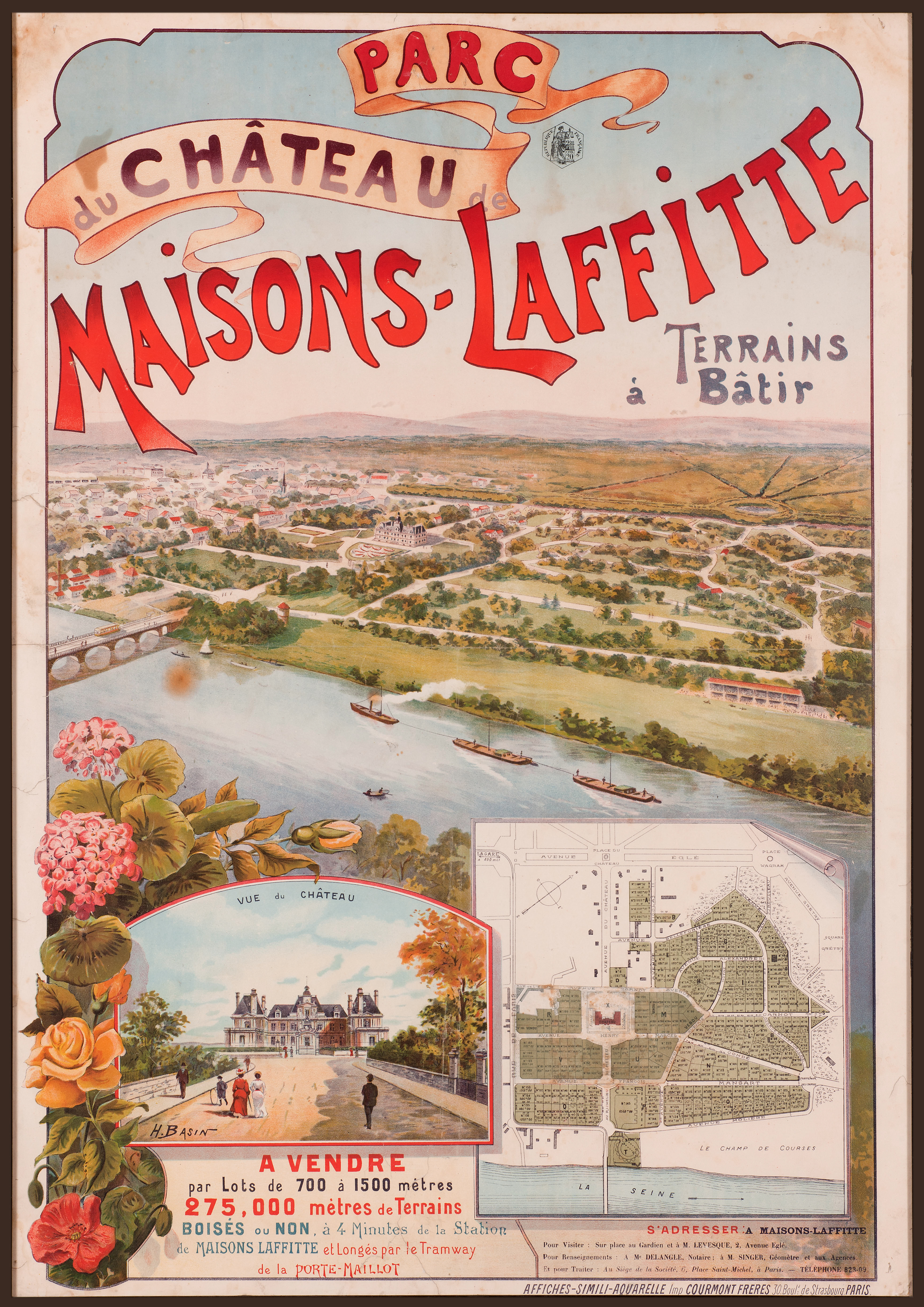
Affiche faisant la promotion du lotissement d'une partie du domaine de Maisons-Laffitte

Dans ce cas, les communes loties ont souvent fait l'objet de morcellement de terrains vendus aux enchères, attirant de fait une population aisée de bourgeois parisiens. C'est la raison pour laquelle ces communes conservent encore actuellement une population ayant un niveau de vie élevé et une architecture caractéristique du XIXe siècle.
L'influence des transports en commun baisse au cours de la seconde moitié du XXe siècle, en fonction de la croissance de la mobilité individuelle. Depuis lors, les lotissements sont le plus souvent créés à proximité d'axes routiers.

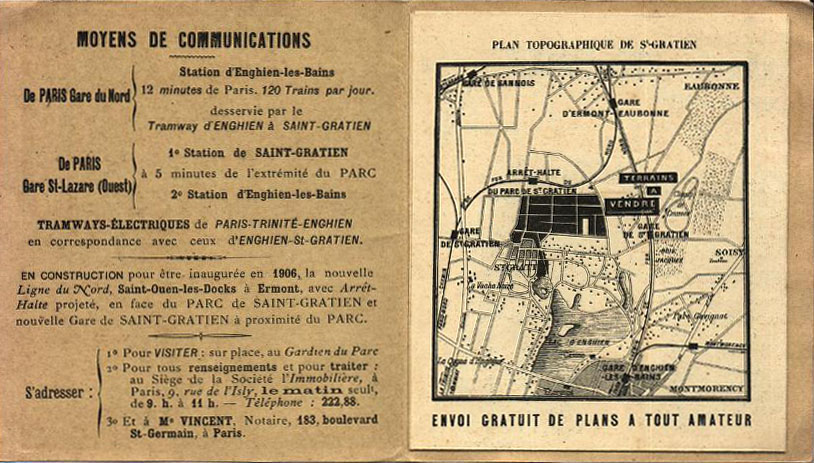
Publicité pour un lotissement vers 1904-1905, mettant en valeur la qualité de sa desserte en transports en commun. Lotissement et desserte par les transports en commun de banlieue étaient, au XIXe siècle et au début du XXe siècle, des éléments interdépendants.
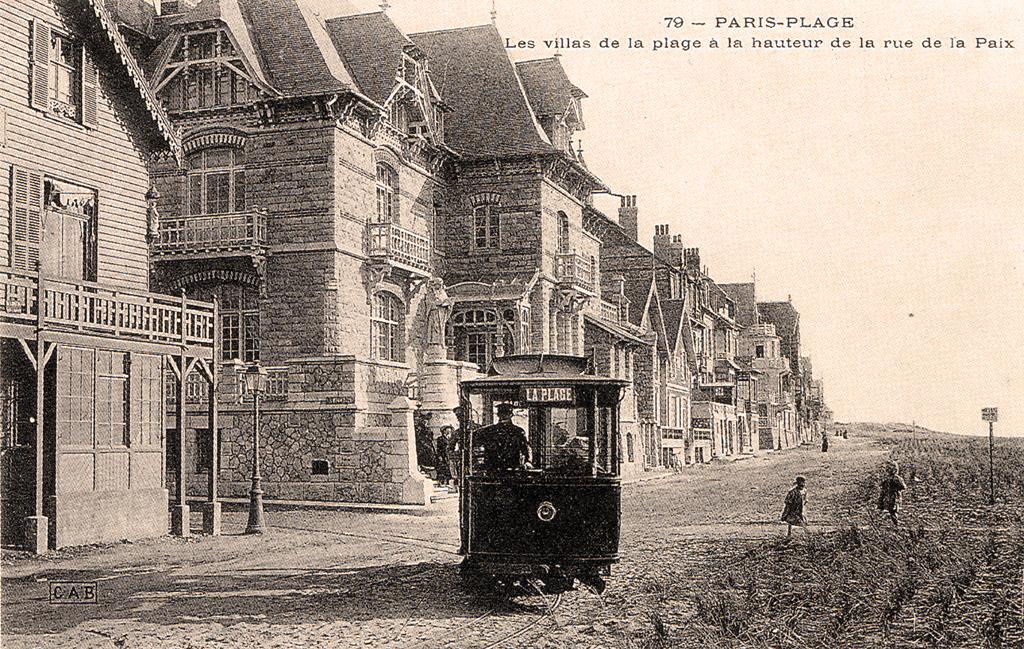
La station balnéaire du Touquet-Paris-Plage a été créée de toutes pièces comme un lotissement en 1882. À cette époque, s'il existait déjà des lotissements destinés aux classes moyennes ou populaires, certains étaient très huppés, comme ce bord de mer...

### Problèmes contemporains
Avec la généralisation du lotissement comme forme urbaine privilégiée pour l'habitat depuis les années 1950, au travers de la notion d'étalement urbain, se posent des problèmes aigus en matière énergétique et environnementale.

Le lotissement constitue un modèle urbain fortement consommateur d'énergie, que ce soit pour la construction de logements individuels, ou pour les déplacements massifs en automobile qu'ils provoquent du fait de l'éloignement du centre des villes, et de la faible viabilité des transports en commun dans les tissus urbains peu denses comme ceux des lotissements.

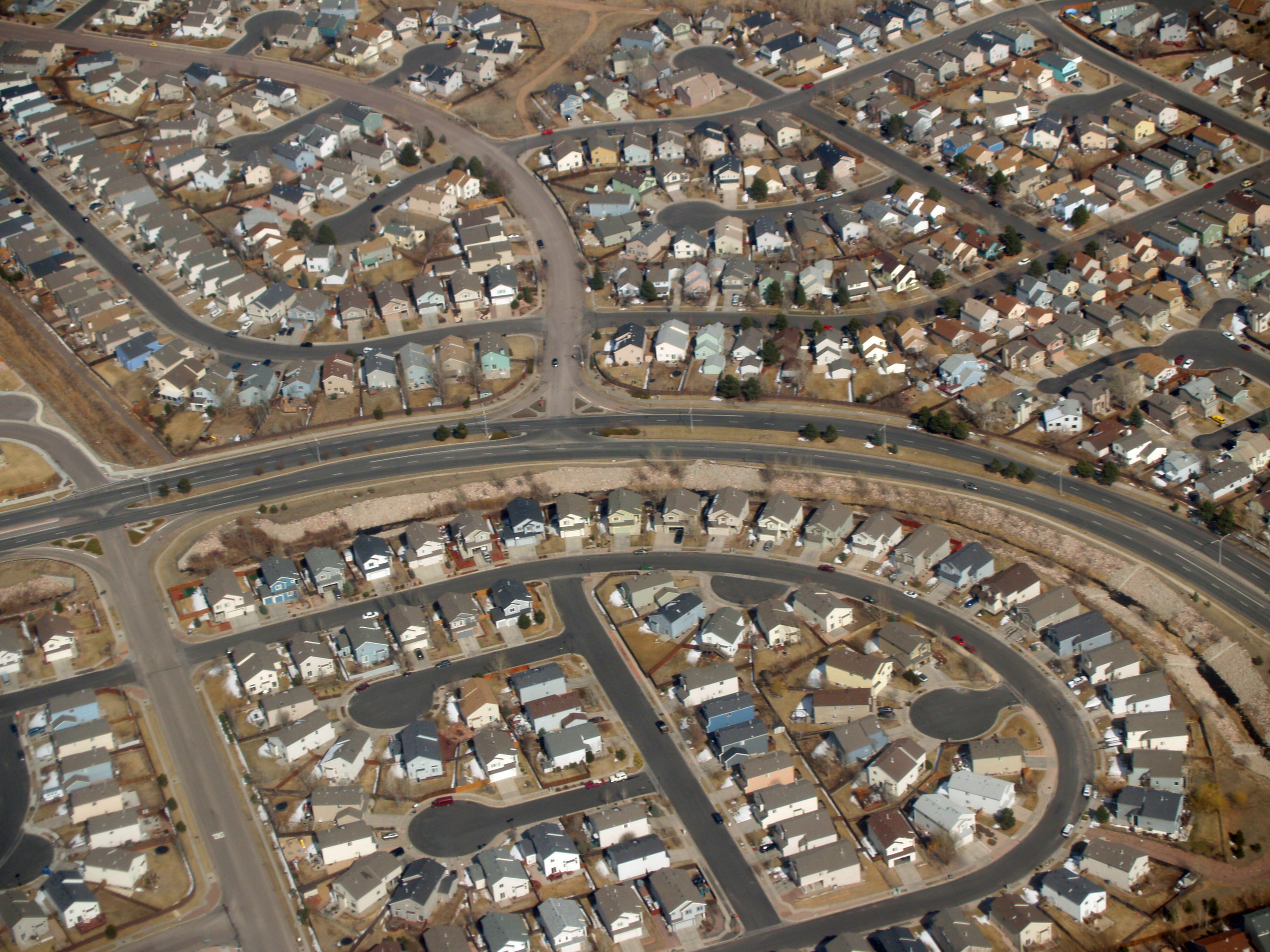
Étalement urbain à Colorado Springs avec l'aménagement de nombreuses impasses.

Avec l'épuisement des ressources pétrolières et le renchérissement du coût de l'énergie, en particulier du carburant, le lotissement d'habitation, en tant que modèle urbain, est menacé dans son développement, voire dans sa survie.
Actuellement, le lotissement, en tant que forme urbaine destinée à produire une maison individuelle par ménage, apparaît pour beaucoup comme écologiquement insoutenable car il constitue une cause importante de surexploitation de l'environnement par l'homme. Il provoque consommation d’espace au détriment des terres agricoles et naturelles, artificialisation des sols, déplacements massifs en automobile, surconsommation de matières premières, augmentation des inondations, diminution de la ressource en eau potable, augmentation de l’absorption des rayonnements solaires qui participent au réchauffement climatique, disparition définitive de terres agricoles, diminution de la biodiversité, etc.

## Droit français du lotissement

### Mutation de ce droit dans le temps
Le lotissement est issu des rapports privés autour desquels vont se développer des règles spécifique du droit de l'urbanisme.
Il faut remonter aux lois « Cornudet »  de 1919 et 1924 pour voir naitre un embryon de droit relatif aux lotissements. Cependant, ce n’est que la seconde loi qui institue un régime d’autorisation préalable a l'aménagement nécessaire au lotissement. En effet l’administration devait approuver, préalablement à l’opération, le cahier des charges considérant les règles d’urbanisme en vigueur. L’objectif principal de la loi était de lutter contre les lotissements défectueux.
Avec le décret du 31 décembre 1958 (no 58-1466), compte tenu de la croissance de demande de logement, le lotissement est perçu comme un instrument de la politique urbaine.
Avec le décret du 26 juillet 1977(no 77-860), les relations des colotis et la conformité des constructions aux règles d’urbanisme sont séparées, avec des règles de natures privées d’un côté et d’autres publique, ce qui n’est pas sans poser de problème.

### Définition
Le droit français définit le lotissement comme étant la division de terrains nus en vue de les bâtir.

#### Traitement antérieur à 2011
Il convient de commencer avec la définition issue du décret de 1977  qui disposait que « Constitue un lotissement […] toute division d'une propriété foncière en vue de l'implantation de bâtiments qui a pour objet ou qui, sur une période de moins de dix ans, a eu pour effet de porter à plus de deux le nombre de terrains issus de ladite propriété. »
Les critères fondamentaux sont déjà dégagés, à savoir la division (qu’elle soit en propriété ou en jouissance) et l’implantation de bâtiment. Cependant, il fallait au moins trois lots, et un délai était imposé.
Pour le principal, vient ensuite la définition  (qui sera modifiée par l’ordonnance du 8 décembre 2005,) disposant quant à elle qu’un lotissement était « l'opération d'aménagement qui a pour objet ou qui, sur une période de moins de dix ans, a eu pour effet la division, qu'elle soit en propriété ou en jouissance, qu'elle résulte de mutations à titre gratuit ou onéreux, de partage ou de locations, d'une ou de plusieurs propriétés foncières en vue de l'implantation de bâtiments. »
Si la constitution d’un lotissement est envisagée dès le premier détachement, le criterium de 10 ans est conservé, ce qui a soulevé de nombreux problèmes, notamment en cas de succession de propriétaires. Cela a notamment expliqué la réforme de simplification imprégnant le droit positif en 2011.

#### Droit positif
La version actuelle de l’article L.442-1 du Code de l’urbanisme est issue de l’ordonnance du 22 décembre 2011. Il définit le lotissement comme « la division en propriété ou en jouissance d’une unité foncière ou de plusieurs unités foncières contiguës ayant pour objet de créer un ou plusieurs lots destinés à être bâtis. »
La notion d’unité foncière a été définie par le Conseil d’État comme un  « îlot d'un seul tenant composé d'une ou plusieurs parcelles appartenant à un même propriétaire ou à la même indivision »,,.

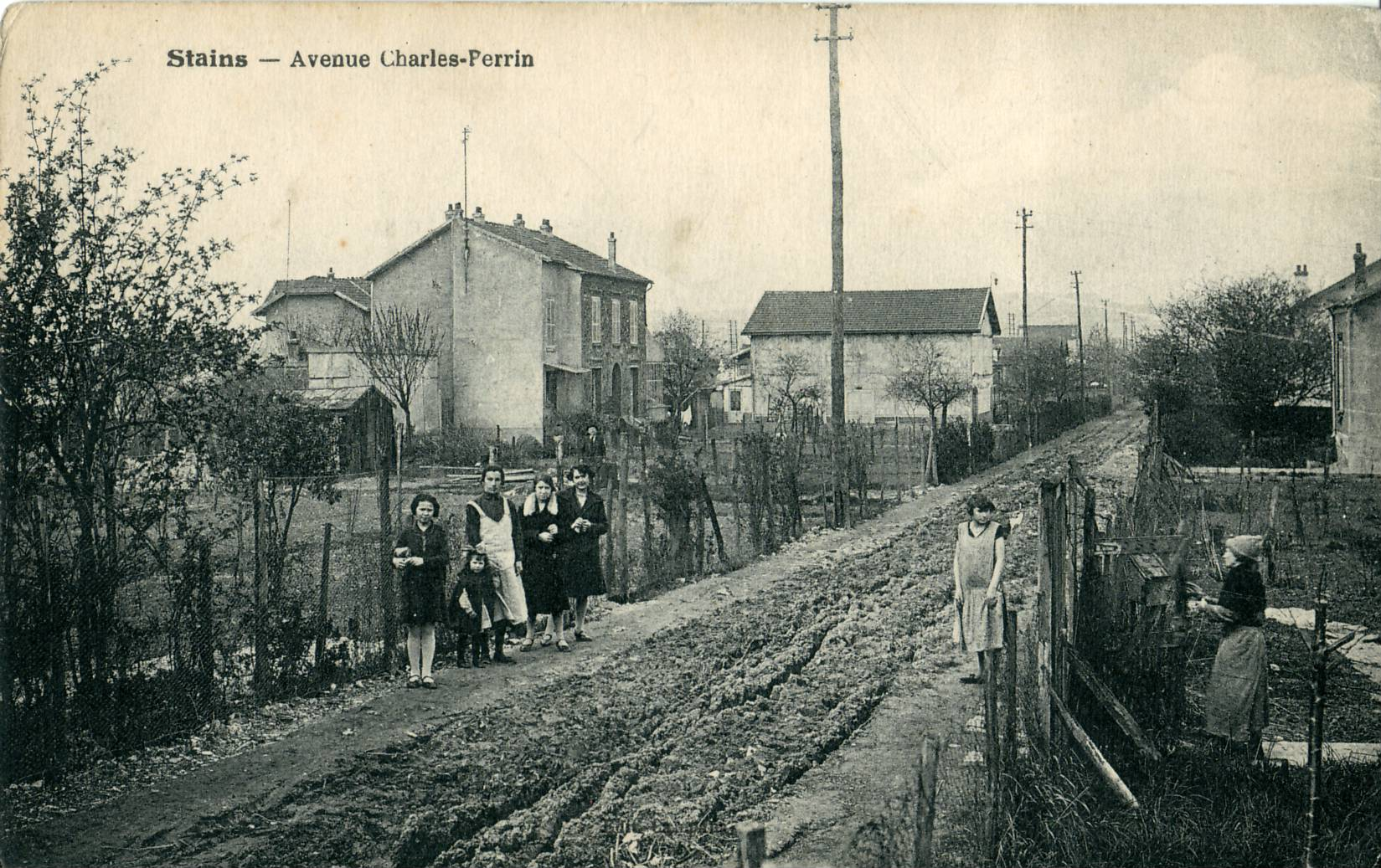
Un lotissement, c'est essentiellement la viabilisation des terrains. Certains l'oubliaient au début du XXe siècle…
On voit ici un lotissement défectueux en banlieue parisienne, où les rues en terre battue sont transformées en chemins de boue à la première pluie.

Autrement dit, un lotissement répond à plusieurs critères :
- Une division en propriété ou en jouissance, qu’importe le nombre de lots ;
- D’un seul tenant (les lotissements multi-site n’existent pas en droit français) ;
- Avec une intention de construire.

Sur ce dernier point, la jurisprudence se veut particulièrement stricte et le projet de construction n’a pas à être déterminé, l’intention découle de la demande de lotissement et de la constructibilité, ou non, du terrain,.
La division concerne une surface, et non un volume. Les lotissements "horizontaux"  ne peuvent donc exister en droit français et donnent lieu à censure. La vente d'un lot sans sa surface est illégal, ce qui n’est pas sans poser de problème.
Le nombre de propriétaire et de parcelle importe peu, tant que ces critères sont respectés.
Échappent cependant à la qualification de lotissement :
- Les divisions primaires[24], en ce qu’elles ne concernent la partie initiale (rien n’empêche de faire plusieurs divisions primaires successives)
- Les opérations effectuées dans le cadre d’une opération de remembrement[25] par une association foncière urbaine ;
- Les divisions de l’aménageur dans une ZAC (zone d'aménagement concerté)[26],[27];
- Les permis valant division [28] ;
- Les détachements de terrains par effet d’expropriation ou de cession amiable après déclaration d’utilité publique[29] ;
- Le détachement-rattachement qui consiste à détacher une partie de terrain pour le rattacher à une propriété contiguë (aucune division).

### Régime juridique
Il convient de suivre une analyse linéaire partant de la demande à la construction des lots.

#### La demande

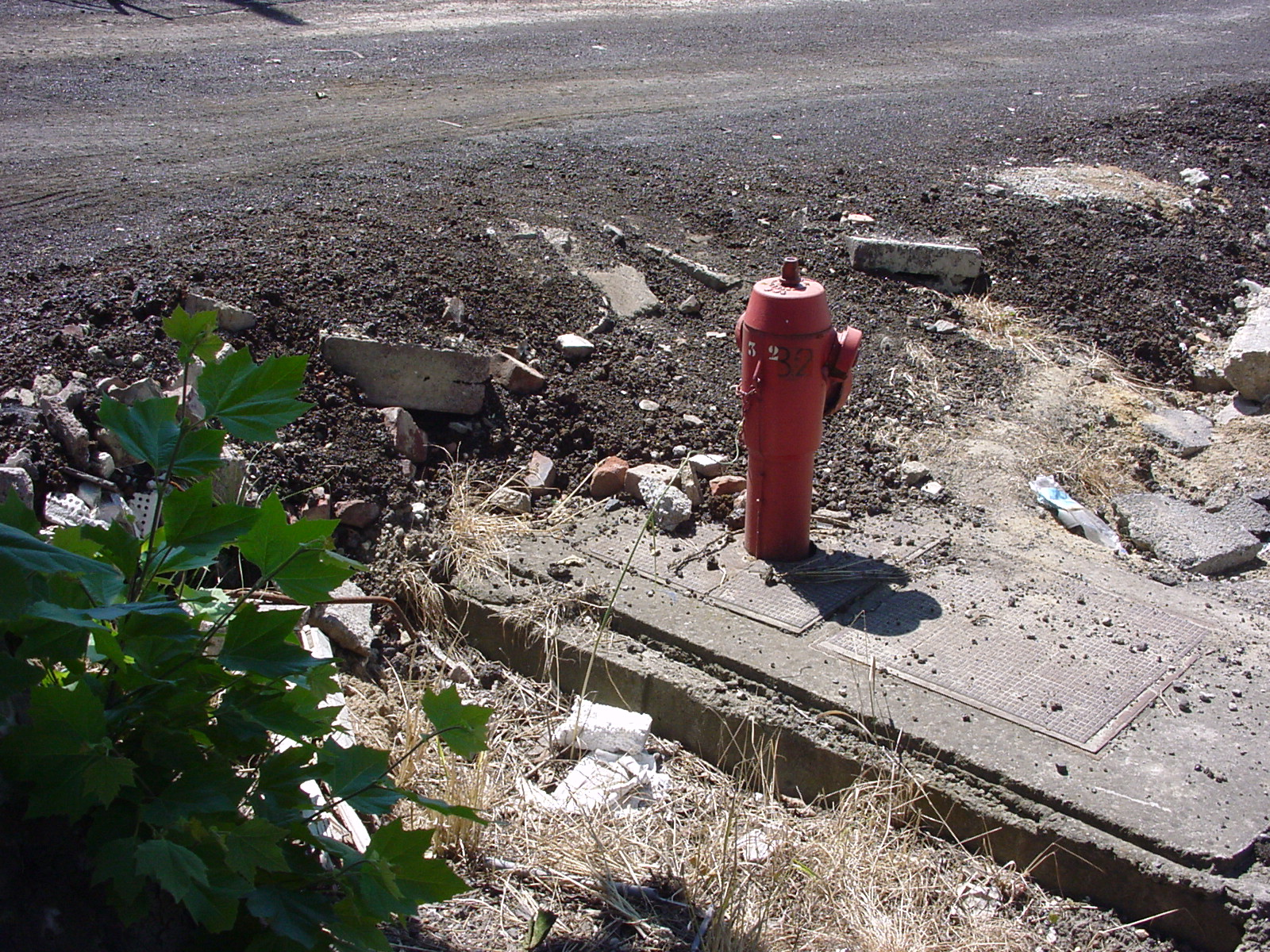
La création de la viabilité est un élément fondamental d'un lotissement. On voit ici les travaux de réalisation d'une rue et d'un piquet d'incendie.

Il faut considérer que tout lotissement est soumis à une formalité, puisque l’article L.442-3 du Code de l’urbanisme dispose que « Les lotissements qui ne sont pas soumis à la délivrance d'un permis d'aménager doivent faire l'objet d'une déclaration préalable. » 
Permis d’aménager
En vertu de l’article R*421-19, doivent être soumis à la délivrance d’un permis d’aménager  les lotissements prévoyant des voies, espaces ou équipements communs  à plusieurs lots. Il s’agit de la distribution qui ne suppose pas un accès direct depuis la parcelle.
Déclaration préalable
Comme cela a été expliqué préalablement, dès lors que l’opération est qualifiée de lotissement, il faut une autorisation. Si celui-ci n’est pas soumis à un permis d’aménager, il faudra donc réaliser une déclaration préalable.

#### Commercialisation des lots
La publicité (c’est-à-dire les formalités obligatoire visant  à portée a connaissance d’un acte) relative au lotissement doit explicitement respecter les mentions relatives à la délivrance du permis d’aménager ou la non-opposition à une déclaration préalable, selon les cas, à peine de nullité relative de la vente ou de la location.
Pour ce qui est de la commercialisation, à proprement dite, il est en principe interdit de signer une promesse unilatérale de vente, de location ou d’achat avant la délivrance de l’autorisation. Ce n’est qu’à compter de celle-ci que le lotisseur pourra commercialiser les lots et percevoir un acompte, sous réserve du délai de rétractation de 10 jours.
Quant aux conditions préalables au contrat de ventre, outre le bornage ,,, il faut en principe que le terrain soit constructible. Autrement dit, viabilisé par les travaux qui incombent au lotisseur, en vertu de l’article R*442-13.
Cependant, ce même article pose deux exceptions  :
- Le demandeur sollicite l'autorisation de différer les travaux, en vue d'éviter la dégradation des voies lors de la construction des bâtiments sur les lots, ce qui est subordonné à l'engagement du demandeur de terminer les travaux.
- Le lotisseur justifie d'une garantie d'achèvement des travaux au sens de l'article R. 442-14[44].

#### Réalisation des travaux par le lotisseur
Une fois l’autorisation de lotir obtenue, le lotisseur doit procéder aux travaux dans les délais d’exécution de droit commun, à savoir trois ans à compter de la notification de l’autorisation, sans que ceux-ci n’aient été interrompus pour une durée supérieure à un an. Il existe aussi une possibilité de prorogation.

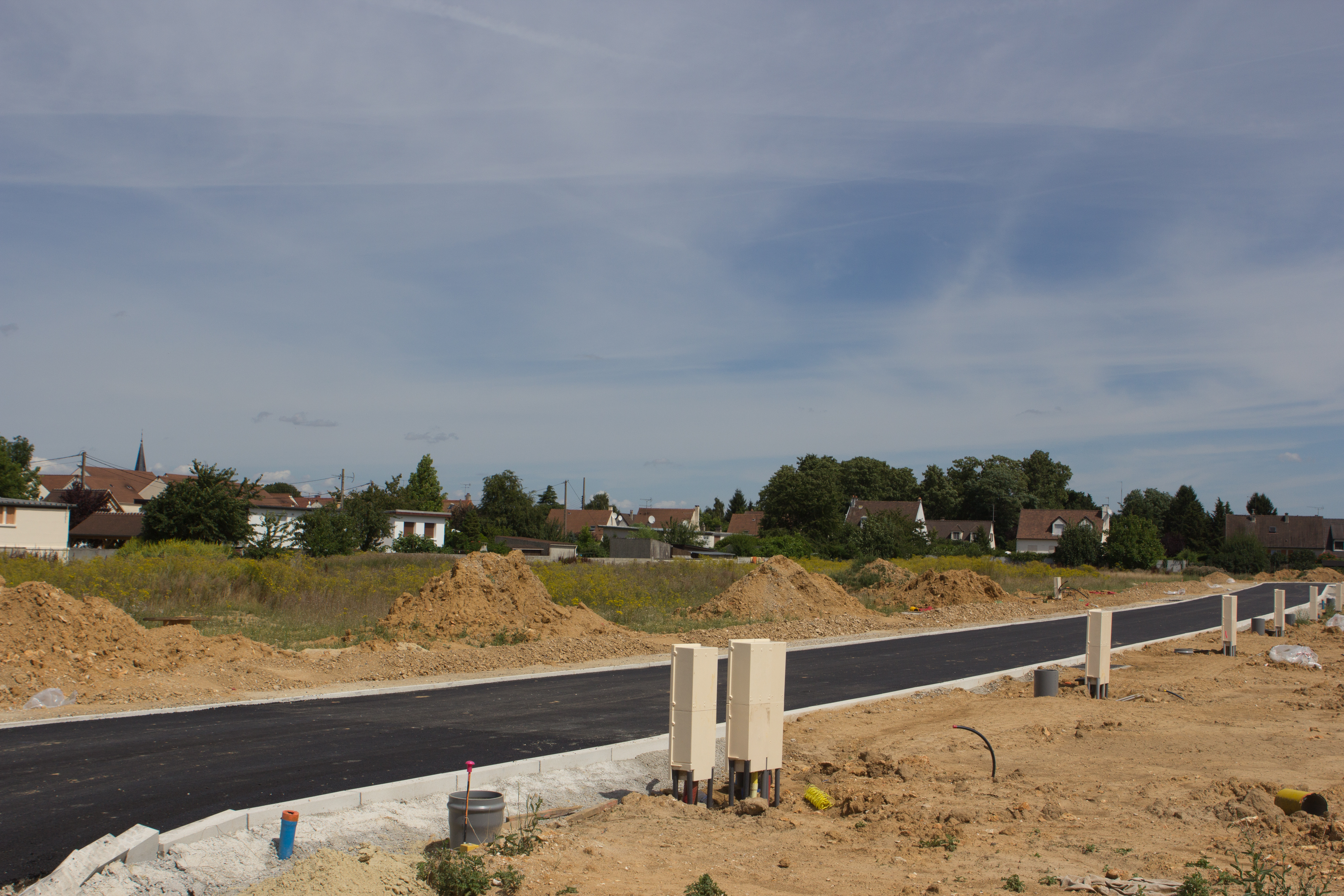
Création d'une voirie et des réseaux de desserte, matérialisés par les coffrets de branchement électriques. Sous la voie se trouve également les réseaux d'eau potable, d'assainissement, de télécommunication et, éventuellement, de gaz

Les travaux incombant au lotisseur sont, en vertu de l’article L.332-15 du code de l'urbanisme, tous ceux qui sont propres au lotissement. Ils se définissent d'une part par leur nature, rendus nécessaires par l’opération et avoir un intérêt direct pour celle-ci, pour la viabilité des lots. D'autre part, par sa destination ou son usage dans la mesure où ils doivent profiter exclusivement aux constructeurs ou usagers des constructions ou de l'opération d'aménagement en principe,,.
Dès l’ouverture du chantier, le lotisseur doit adresser une déclaration d’ouverture, comme en dispose l’article R.424-16 du Code de l’urbanisme. De même, il faut adresser une déclaration d’achèvement .
Ces formalités sont également valables pour les lotissements soumis à déclaration préalable. Cette déclaration ouvre notamment la stabilisation des règles d’urbanisme pendant 5 ans.
Cependant, s’il y a une garantie d’achèvement, le lotisseur peut différer la réalisation de certains travaux, selon l’autorisation qu’il a reçue de l’administration, voire réaliser ces travaux par tranche, ce qui donne lieu à plusieurs déclaration d’ouverture et d’achèvement des travaux.

#### Constructibilité des lots
Sous réserve de garantie d’achèvement, l’exécution des travaux du lotissement par le lotisseur ouvre la constructibilité des lots.
Il convient d’affirmer que l’autorisation de lotir ne vaut pas permis de construire en principe, même si une faculté est ouverte en ce sens pour les permis d’aménager et la construction de maison individuelle.
De ce fait, il faut distinguer le permis d’aménager ou la déclaration préalable au lotissement du permis de construire sur les parcelles. En résumé, l’autorisation de lotissement va, en principe, permettre la viabilité du terrain par son raccordement au réseau. Tandis que le permis de construire permettra, comme son nom l’indique, autoriser à bâtir sur le terrain.

#### Documents du lotissement
Les colotis ne sont pas aussi libres que les propriétaires de terrains n’ayant pas fait l’objet d’un lotissement. Le lotissement peut connaitre de deux documents facultatifs :
- Le règlement qui est un document visant à déterminer les règles applicables au lotissement, en conformité avec les règles d’urbanisme. Il détermine notamment l’aspect des constructions, les clôtures, les plantations.
- Le cahier des charges qui est un document contractuel régissant les rapports entre colotis et entre les colotis et le lotisseur. Il s’agit de stipulation constituant des servitudes réciproques.

À la différence du règlement qui doit devenir caduc après 10 ans en principe, le cahier des charges a vocation à s’appliquer à perpétuité. Le cahier des charges vous renseignera sur les droits et obligations des colotis. Le règlement, lui, indiquera les règles d’urbanisme qui s’appliquent au secteur.
Cependant, la contractualisation des règles d’urbanisme a été un sujet donnant lieu à controverse, ce qui est a priori réglé par
Article L115-1, issu de la loi ALUR (accès au logement et un urbanisme rénové) du 24 mars 2014, qui dispose que « La seule reproduction ou mention d'un document d'urbanisme ou d'un règlement de lotissement dans un cahier des charges, un acte ou une promesse de vente ne confère pas à ce document ou règlement un caractère contractuel. »

## Pièces des demandes d’autorisation pour les lotissements

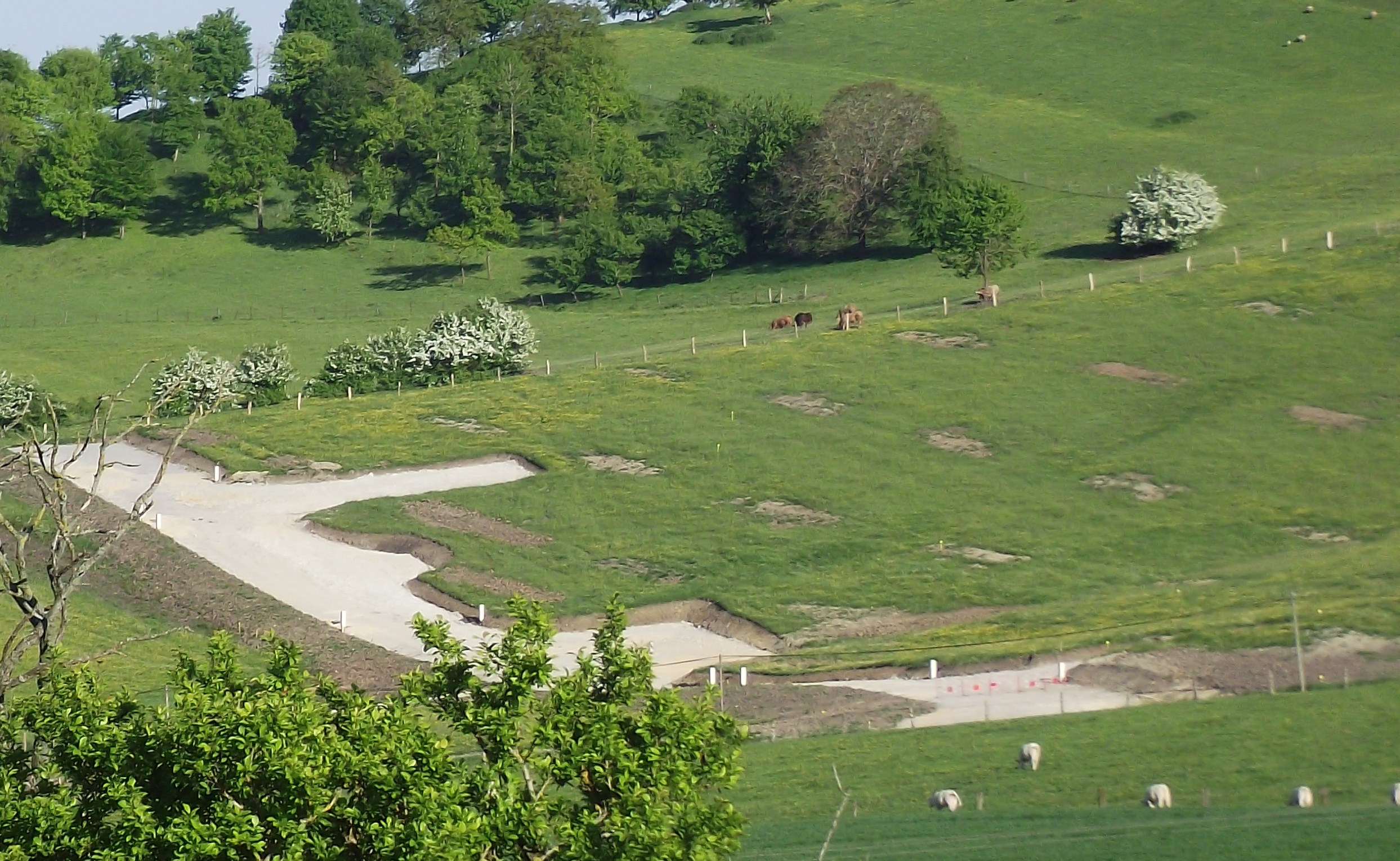
Le début des travaux d'un nouveau lotissement à Norroy (Vosges)

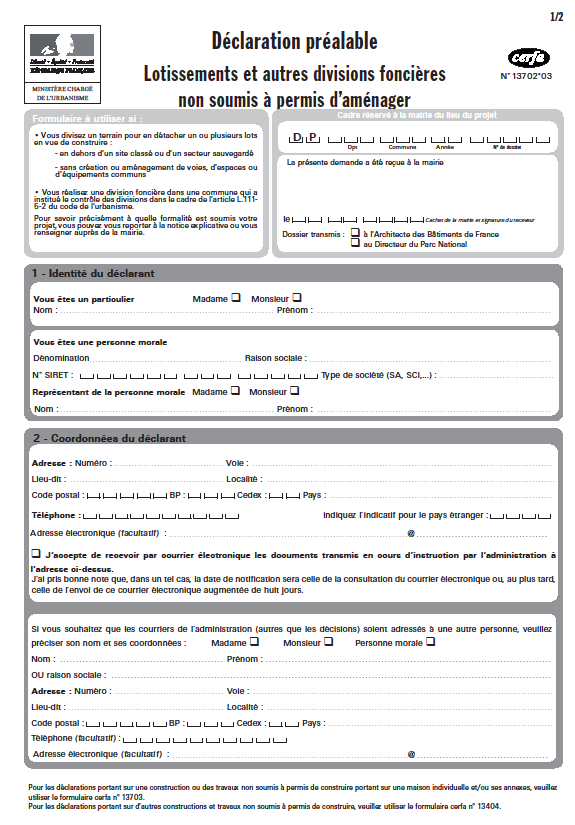
Formulaire de déclaration préalable lotissements et autres divisions foncières non soumis à permis d’aménager

Les pièces diffèrent qu’il s’agisse d’un permis d'aménager ou d’une déclaration préalable de travaux.

### Le permis d’aménager du lotissement
Le Code de l’urbanisme dispose ainsi que la demande de permis d'aménager doit comporter au titre des pièces obligatoires :
- Plan de situation du terrain dans la commune[57] ;
- Notice décrivant le terrain et l’aménagement prévu[58] et mentionnant notamment :
  - État initial du terrain et ses abords ;
  - Les partis retenus pour assurer l'insertion du projet dans son environnement et la prise en compte des paysages, faisant apparaître, en fonction des caractéristiques du projet :
a) L'aménagement du terrain, en indiquant ce qui est modifié ou supprimé ;
b) Un projet architectural, paysager et environnemental[59] ;
c) L'organisation et l'aménagement des accès au projet ;
d) Le traitement des parties du terrain situées en limite du projet ;
e) Les équipements à usage collectif et notamment ceux liés à la collecte des déchets ;
- Plan de l'état actuel du terrain à aménager et de ses abords et plan coté en trois dimensions faisant apparaitre la composition d’ensemble du projet et des plantations à conserver et à créer, et faisant apparaître la répartition prévue entre les terrains réservés à des équipements ou des usages collectifs et les terrains destinés à une utilisation privative[60],[61] ;
- Lorsqu'elle existe, un extrait de la convention du projet urbain partenarial[62] ;
- Si le projet rentre dans le cadre des études d'impact, celle-ci ou la décision de l'autorité environnementale en dispensant le projet[63] ;

Il existe également, au cas par cas, des pièces supplémentaires qui peuvent être exigées.
Par ailleurs, peut être joint un projet de règlement, s'il est envisagé d'apporter des compléments aux règles d'urbanisme en vigueur. 
Enfin, afin de garantir que les espaces collectifs (voiries, réseaux, jeux d'enfants et espaces verts...) ou équipements communs (chaufferies, réseaux d'assainissement ou de communication, antennes satellites...) au lotissement seront entretenus dans la durée, le code de l'urbanisme impose au lotisseur soit : 
- de s'engager à constituer une association syndicale libre (ASL)[66] des acquéreurs de lots à laquelle sera dévolue leur propriété, leur gestion et leur entretien[67]. Ces associations sont financées par les cotisations obligatoires qu'elles prélèvent sur les propriétaires de terrains du lotissement.
- de les remettre en propriété aux acquéreurs de lots[68]. Si ces lots constituent eux-mêmes des copropriétés, ces espaces et équipements créés par le lotissement pourront constituer des parties communes de la copropriété.
- de passer une convention avec la commune ou l'EPCI une convention par laquelle la collectivité s'engage à reprendre la totalité des voies et espaces communs une fois les travaux achevés, en les transférant dans leur domaine[68]. La dévolution à la collectivité comporte notamment l’avantage pour les colotis de ne pas subir les couts d’entretien.

### La déclaration préalable de travaux
Doivent figurer dans la déclaration préalable de travaux les pièces de droit commun, à savoir :
- Le formulaire Cerfa approprié [69]
- Le plan de situation du terrain dans la commune ;
- Un plan sommaire des lieux indiquant tout bâtiment destiné à être implanté ;
- Un croquis et un plan coté dans les trois dimensions de l’aménagement, faisant apparaitre les divisions projetées.